# Upplands runinskrifter 61
Runinskrift U 61 är en runsten som står vid Spånga kyrka i Spånga socken och Stockholms kommun, Sollentuna härad i Uppland. 
Utanför kyrkan står ytterligare två runstenar; U 62 samt U Fv1953;266. Inne i kyrkan finns flera fragment av runstenar; U 63, U 64, U 65, U 66, U 67 och U 68.  I fasaden på utsidan av kyrkan sitter runstensfragmentet U ATA4027/61 inmurat.

## Stenen
På stenens framsida finns ett enkelt textband med formen av en romersk båge som inramar ett likarmat stavkors. På baksidan finns ett kors vars närmsta motsvarighet finns i rysk och bysantinsk konst. Fram till 1925 satt stenen i kyrkogårdsmuren. Den plockades loss och har därefter varit placerad på kyrkogården. Materialet är granit och stilen är RAK. Runtexten lyder i översättning: 

## Se även

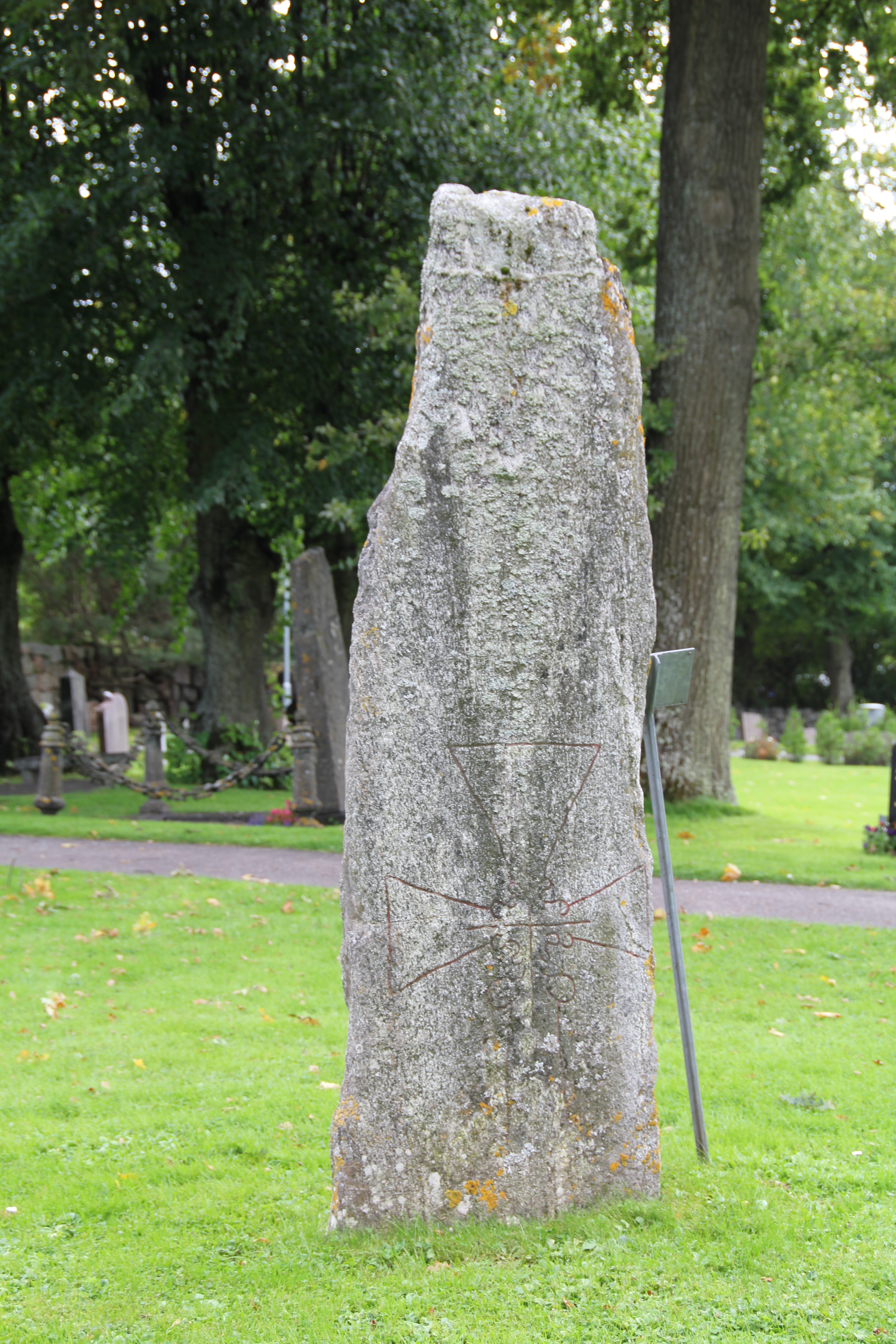
Det stora korset på stenens baksida

## Inskriften
Translitterering av runraden:
hialmuiþ(r) : auk : þurbiarn : kunbiarn : auk : halftan : þais : raistu : stin : þina : eftiʀ : bruþur : sin : ulf : auk : faþur : sen biarn : auk : bruþur : sen : blakari
Normalisering till runsvenska:
Hialmviðr ok Þorbiorn, Gunnbiorn ok Halfdan, þæiʀ ræistu stæin þenna æftiʀ broður sinn Ulf ok faður sinn Biorn ok broður sinn Blakara(?).
Översättning till nusvenska:
Hjälmvid och Torbjörn, Gunnbjörn och Halvdan, de reste denna sten efter sin broder, Ulf (Ulv) och sin fader Björn och sin broder Blåkåre.